# SN 1982V
SN 1982V – supernowa typu I odkryta 19 listopada 1982 roku w galaktyce M+05-07-29. Jej maksymalna jasność wynosiła 15,10m.